# Rabbit-Proof Fence
Rabbit-Proof Fence é um filme de drama australiano de 2002 dirigido por Phillip Noyce baseado no livro Follow the Rabbit-Proof Fence de Doris Pilkington Garimara. Ele é baseado em uma história verdadeira sobre a mãe do autor, bem como outras duas meninas mestiças aborígenes, que fugiram do Moore River Native Settlement, ao norte de Perth, para retornar a suas famílias aborígenes.